# 电影胶片
电影胶片是专门用于拍摄电影连续活动影象的摄影感光材料的底片，包括电影摄影时使用用的负片、印制直接用于电影放映的拷贝所用的正片、复制用的中间片和录音用的声带片等。这些胶片的结构基本相同，都是将感光乳剂涂布在透明、柔韧的片基上制成的：
- “片基”是由化学原料合成的全透明胶带。
- “感光乳剂”则是能感光的卤化银明胶乳剂等感光材料层。[1]

除了“感光乳剂”外，还有涂在乳剂与片基之间促使两者黏合的基底层、涂在乳剂层表面以防止外力致伤感光乳剂的保护层和涂在“片基”背面起防光晕、防静电和防卷曲作用的背面层。根据拍摄出来的画面尺寸划分，先后制造、使用过8mm、16mm和35mm等规格的电影胶片。

## 現代化
電影的使用一直是電影攝影的主要形式，直到21世紀初，數字格式取代了電影在許多應用中的使用。這也導致用數字放映機代替電影放映機。
但是，有時會為了實現電影效果而故意更改已經數位化影片，例如增加膠片顆粒或其他設計以獲得藝術效果。

## 另見
- 相片